# Maxillaria jugata
Maxillaria jugata är en orkidéart som beskrevs av Leslie Andrew Garay. Maxillaria jugata ingår i släktet Maxillaria och familjen orkidéer.
Artens utbredningsområde är Colombia. Inga underarter finns listade i Catalogue of Life.